# Arhopala oghatinna
Arhopala oghatinna är en fjärilsart som beskrevs av Hans Fruhstorfer 1934. Arhopala oghatinna ingår i släktet Arhopala och familjen juvelvingar. Inga underarter finns listade i Catalogue of Life.